# E. Robert Schmitz
Elie Robert Schmitz (* 8. Februar 1889 in Paris; † 5. September 1949 in San Francisco) war ein französischer Pianist und Musikpädagoge.
Schmitz sang als Kind im Kirchenchor und hatte Violin- und Klavierunterricht. Von 1906 bis 1910 studierte er beide Instrumente am Conservatoire de Paris, wo Camille Chevillard und Louis Diémer zu seinen Lehrern zählten. 1909 unterbrach er das Studium für eine Amerikatournee als Begleiter der Sänger Emma Eames, Maggie Teyte und Leo Slezak. Ab 1911 leitete er die Association Musicale Moderne et Artistique (ab 1914 Association de Concerts Schmitz). Die Gesellschaft, die neben einem Orchester und einen Chor mehrere kammermusikalische Ensembles umfasste, spielte Uraufführungen vieler Werke zeitgenössischer französischer Komponisten, darunter Claude Debussys Première rhapsodie für Klarinette und Orchester, Albert Roussels Evocations, Paul Le Flems Crépuscules d’amour und Darius Milhauds Suite Symphonique.
Vor dem Ersten Weltkrieg tourte Schmitz zudem als Klaviersolist durch Holland und Belgien und trat insbesondere mit Klavierwerken Claude Debussys auf, außerdem arbeitete er als Begleiter mit den Hauptdarstellern von Pelléas et Mélisande, David Devries und Maggie Teyte. Während des Ersten Weltkrieges war Schmitz drei Jahre lang an der Front, u. a. als Teilnehmer der Schlacht um Verdun, und erlitt eine Verletzung an der linken Hand.
1918 nahm er seine Karriere als Pianist in New York wieder auf. Er spielte Kompositionen von John Alden Carpenter, Arnold Schönberg, Maurice Ravel, Sergei Prokofjew, Darius Milhaud, Arthur Honegger und Manuel de Falla. In Thomas Alva Edisons Laboratorien in New Jersey spielte er Aufnahmen ein. 1920 gründete er die Franco-American Society (ab 1924 Pro-Musica Inc.) zur Förderung zeitgenössischer Musiker und Musik. Die Gesellschaft förderte Aufführungen europäischer Musik wie der von Maurice Ravel, Béla Bartók, Ottorino Respighi, Paul Hindemith, Arnold Schönberg, Arthur Honegger, Darius Milhaud, Albert Roussel, Alexandre Tansman, Sergei Prokofiew, Alfredo Casella, Arthur Bliss, Germaine Tailleferre, Florent Schmitt, Zoltán Kodály, Igor Strawinski, Anton Webern, Alexander Tscherepnin, Ernst Toch, Nadia Boulanger, Carlos Salzedo und Georges Barrère und schickte amerikanische Künstler wie Marion Bauer, Charles Tomlinson Griffes und Louis Gruenberg nach Frankreich bzw. Russland (Roland Hayes).
Daneben tourte Schmitz weiterhin als Pianist und Lehrer durch die USA und Europa. Auch nach der Auflösung der Pro Musica Inc. setzte er sich für die Förderung der zeitgenössischen Musik ein. 1945 gründete er in San Francisco die E. Robert Schmitz School und stiftete einen Claude-Debussy-Preis für Pianisten. Unter anderem verfasste er ein Lehrbuch der Klaviertechnik (The Capture of Inspiration, 1935) und ein Buch über Debussy (The Piano Works of Claude Debussy, 1950).